# Списак епизода серије Монтевидео, Бог те видео!

## Списак епизода
| Бр. еп. у сезони | Датум емитовања   | Назив                  | Сиже |
| ---------------- | ----------------- | ---------------------- | --- |
| 1                | 13. фебруар 2012. | Кад је фудбал био млад | Млади Александар Тирнанић - Тирке је у дилеми да ли да се запосли у фабрици или да покуша да заради за живот играјући фудбал. Одлази на тренинг БСК - а где све задиви својом фудбалском вештином, али истовремено навуче антипатије саиграча због свог незрелог понашања. Истовремено у Фудбалски савез Краљевине Југославије стиже позив за учешће репрезентације на Светском првенству у Уругвају и људи из савеза о томе почињу озбиљно да размишљају. |
| 2                | 20. фебруар 2012. | Тандем                 | Предстојећи дерби градских ривала фудбалских клубова БСК и Југославије постаје главна тема на Чубури. Ко ће победити у недељном дербију и који је клуб већи, о томе се расправља на сваком кораку. Моша Марјановић, свестан да само победа у дербију може поправити његову лошу финансијску ситуацију, нуди Тиркету шансу да дебитује на дербију у дресу БСК - а. Из провинције на Чубуру стиже прелепа девојка Роса. Сместиће се код кафеџије Рајка и његове жене, своје рођаке Ђурђе. Роса упознаје Тиркета и између њих се рађа љубав. У јавности се све више пише о предстојећем светском првенству у Уругвају и учешћу репрезентације Југославије. |
| 3                | 27. фебруар 2012. | Дерби                  | Освануо је дан великог дербија. На Чубури узбуђење навијача достиже врхунац. За Тиркета овај меч има додатни значај. Није само прилика да покаже шта зна, већ и шанса да добије ново шивено одело уколико постигне гол. И Моша прижељкује да постигне гол. Он је плаћен по постигнутом голу, а дугови које има непрестано расту. Утакмица почиње. Играчи "Југославије" не могу да зауставе расположеног Тиркета. Игра постаје све грубља и грубља, настаје туча и скандал на терену. |
| 4                | 5. март 2012.     | Име среће              | На Чубури је у току велико славље. Приређује га газда Рајко у част победе БСК - а у дербију. Гости вечери су играчи Моша и Тирке. Рајко користи прилику да поново Моши скрене пажњу на своју неудату рођаку Росу, али Моша не схвата то озбиљно, као ни Роса, уосталом која више не крије симпатије према Тиркету. Њихов однос почиње да се квари када Валерија одлучи да се поигра са Тиркетом. Јосип Риболи, фудбалски функционер из Загреба, обавештава Андрејевића да хрватски фудбалери неће учествовати у саставу репрезентације Југославије на предстојећем Светском првенству у Уругвају.                                                       |
| 5                | 12. март 2012.    | Путеви људски          | Не смирују се утисци са дербија између "БСК - а" и "Југославије". О томе сви причају, а понајвише о фудбалском двојцу Моши и Тиркету. Државно првенство се прекида због бојкота хрватског ногометног савеза. Андрејевић најављује почетак припрема за учешће на Светском првенству у Уругвају. Али како пронаћи новац за припреме, ко ће бити нови селектор, и оно најважније - ко ће заиграти за репрезентацију Југославије у новонасталој ситуацији, то су питања на која Андрејевић нема одговор. |
| 6                | 19. март 2012.    | Тим                    | Тирке и Роса никако да се нађу на истој "таласној" дужини, као уосталом ни Моша и Валерија која испољава све своје женске каприце. По повратку из биоскопа, Мошу нападају хулигани предвођени Радом Пашићем, познатим београдским монденом. У тучи која настаје, Моши у помоћ прискачу не само његови саиграчи "бсковци", већ и играчи ривалског тима "Југославије". Сви завршавају у затвору и то уочи пријема на двору код краља Александра. На пријему, краљ одбија да финансира "крњу" репрезентацију Југославије... |
| 7                | 26. март 2012.    | Колика је цена снова?  | Почињу припреме за Светско првенство, али руководство Фудбалског Савеза убрзо доноси одлуку да своје место уступи Бугарској због недостатка средстава за пут. Тим поводом организују ревијалну утакмицу са Бугарском у Београду. Вест о одустајању фудбалске репрезентације од такмичења на Светском првенству покренуће акцију сакупљања добровољних прилога у којој учествују сви, предвођени газда Рајком и берберином Богданом |
| 8                | 2. април 2012.    | Укус сна               | У последњој епизоди серије "Монтевидео, Бог те видео", наши јунаци суочавају се са најтежим изазовом до сада - како победити самог себе, савладати малодушност и постати бољи човек. Ревијална утакмица са репрезентацијом Бугарске је одлична прилика за то. Почиње утакмица која ће променити историју српског и југословенског фудбала. |